# Lavatera olbia var. olbia
Lavatera olbia subsp. olbia é uma variedade de planta com flor pertencente à família Malvaceae. 
A autoridade científica da variedade é L., tendo sido publicada em Sp. Pl. 690 (1753).

## Portugal
Trata-se de uma variedade presente no território português, nomeadamente em Portugal Continental.
Em termos de naturalidade é nativa da região atrás indicada.

## Protecção
Não se encontra protegida por legislação portuguesa ou da Comunidade Europeia.